# 2016年の教育
2015年の教育-2016年の教育-2017年の教育
2016年の教育（2016ねんのきょういく）では、2016年（平成28年）の教育分野に関する出来事についてまとめる。

## できごと

### 1月
- 16日-17日 - 大学入試センター試験[1]。

### 2月
- 9日 - 大阪市教育委員会は、運動会などの組体操のタワーとピラミッドを2016年から禁止することを決めた[2]。
- 29日 - 大阪市の中学校の校長が『女性は2人以上産むこと』を発言[3]。

### 3月
- 1日 - 日本学生野球協会は高校野球の不祥事11件の処分を決めた。浜田高等学校（島根県）は対外試合禁止6ヶ月の処分[4]。
- 31日 - この日限りで20世紀生まれの人々は義務教育課程を修了した。

### 8月
- 20日 - 秋篠宮眞子内親王が国際基督教大学（ICU）大学院に合格。9月入学予定[5]。

### 9月
- 14日 - 三重県伊賀市の「ウィッツ青山学園高等学校」をめぐる就学支援金の不正受給事件で、受給資格のない生徒を使って支援金を不正に受け取ったとして、東京地検特捜部は、詐欺の疑いで同校を運営する株式会社ウィッツの元監査役の男性を逮捕した。受給資格がない高校の既卒者や就学実態のない生徒ら13人の支援金を申請する際、虚偽の内容の申請し、支援金をだまし取ったとされる。[6]。
- 17日 - 敦賀気比高等学校でコーチが2年生部員に頭突き、コーチは8月28日から1ヶ月の謹慎処分[7]。
- 29日 - 出雲市の小学校で、修学旅行先の広島県の宿泊地の浴室で溺死[8]。

### 10月
- 15日 - 第93回東京箱根間往復大学駅伝競走予選で、中央大学が日本大学に44秒及ばず11位となり、1925年（大正14年）以来88大会ぶりの予選敗退となった[9]。

### 12月
- 26日 - 三重県伊賀市の「ウィッツ青山学園高等学校」をめぐる就学支援金の不正受給事件で現法人を廃止した上で2017年4月より鹿児島県いちき串木野市の学校法人神村学園に交代する事を義家弘介文部科学副大臣に伊賀市の岡本栄市長が報告、新しい校名は「神村学園高等部伊賀分校」となりウィッツ青山学園の在校生はそのまま受け入れる。株式会社立学校の教育特区は2017年4月で廃止予定[10]。